# Białko jaja kurzego

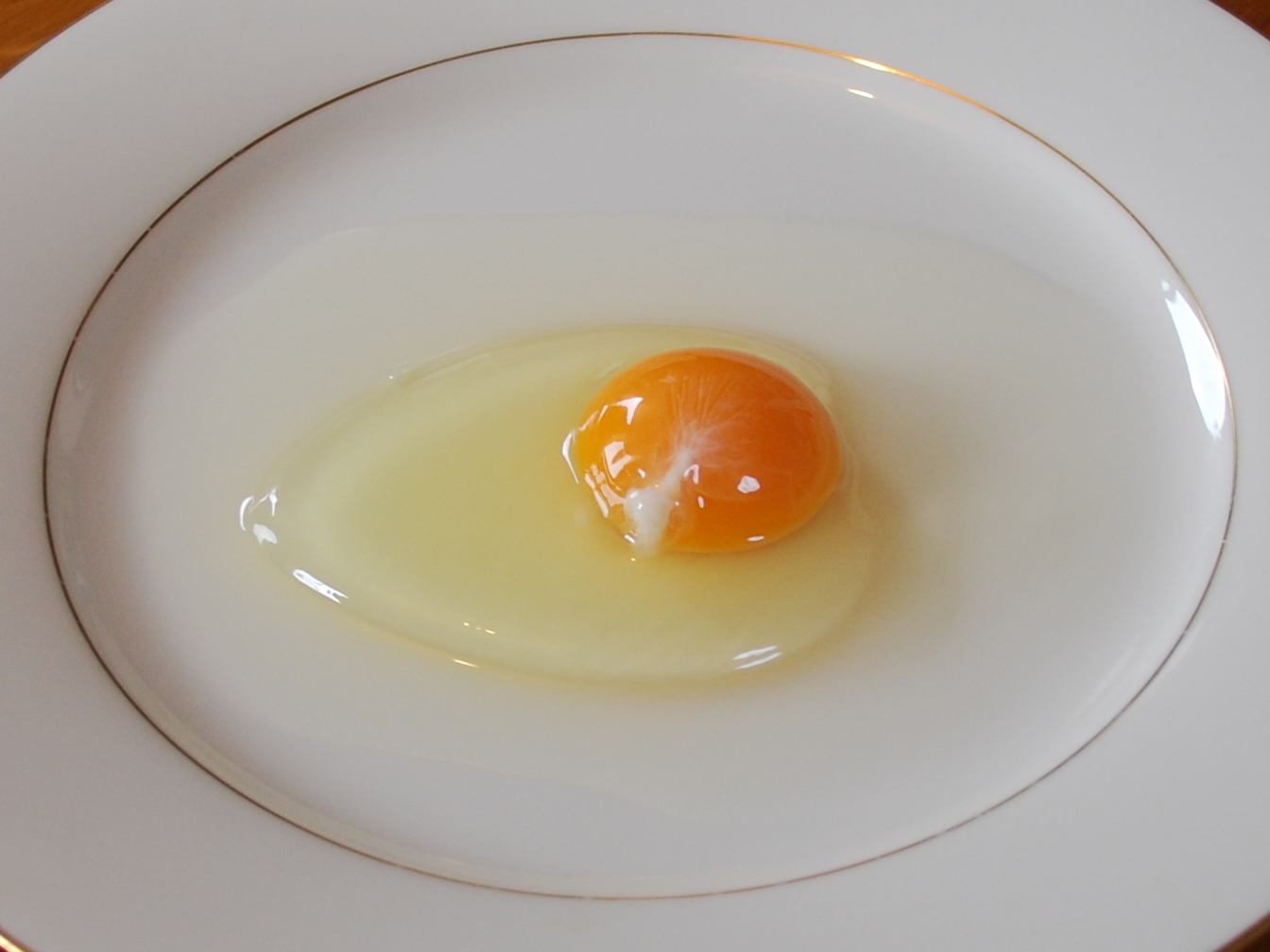
Żółtko otoczone białkiem surowego jaja

Białko jaja kurzego – substancja ochronna znajdująca się wokół zapłodnionego lub niezapłodnionego żółtka jaja kurzego. Jest przezroczystym, lepkim i gęstym płynem. Powstaje z warstw wydzieliny przedniej części jajowodu kury.
Podstawowym naturalnym celem białka jaja jest ochrona żółtka i zapewnienie dodatkowego odżywiania dla wzrostu zarodka. 
Białko stanowi ok. 56% masy całego jaja kurzego. Zawartość wody wynosi w nim 88–89%; ponadto zawiera ono białka (ok. 10–11%) i węglowodany (ok. 1%). W przeciwieństwie do żółtka, nie zawiera tłuszczów ani cholesterolu. Wśród białek obecnych w białku jaja przeważają albuminy (67%, w tym owoalbumina 54% i konalbumina 13%). Pozostałe białka to owomukoid (11%), globuliny (do 8%), lizozym (3,5%), owomucyna (1,5%), flawoproteiny (0,8%, awidyna (0,05%) i in.. Jedyną witaminą występującą w istotnych ilościach jest ryboflawina. Wartość energetyczna jajka o masie 55 g wynosi 20 kcal.